# FC 부뇨드코르
FC 부뇨드코르(우즈베크어: Бунёдкор)는 우즈베키스탄의 프로 축구 클럽으로 우즈베키스탄의 수도인 타슈켄트를 연고로 한다. 부뇨드코르는 2005년에 PFC 쿠루프치라는 명칭으로 창단 되었으며 2007 시즌에 우즈벡 리그 준우승을 하면서 AFC 챔피언스리그에 처음으로 진출 준결승까지 올라갔다. 이후 2008년 8월에 클럽 명칭을 현재의 명칭으로 변경했다.
부뇨드코르는 상대적으로 국제적으로도 알려지지 않은 클럽였으나 FC 바르셀로나 공격수 사뮈엘 에토의 이적설이 나돌면서 알려지게 되었다. 하지만 에토의 이적은 성사되지 않았고 2008년 8월 25일 AEK 아테네 소속 브라질 축구선수 히바우두가 부뇨드코르와 2년 계약을 맺었었다.

## 역대 우승 기록
- 우즈벡 리그

우승 (5): 2008, 2009, 2010, 2011, 2013
- 우즈벡 리그 준우승

우승 (2): 2007, 2012
- 우즈베키스탄 컵

우승 (4): 2008, 2010, 2012, 2013
- 우즈베키스탄 컵 준우승

우승 (1): 2007

#### AFC 클럽 대회 기록
- AFC 챔피언스리그

2008: 준결승
2009: 8강전
2010: 16강전
2011: 16강전
2012: 4강전
2013: 16강전

## 선수 명단

### 현역
참고: FIFA 자격 규정에 따라 소속된 국가대표팀 국기를 표시합니다. 선수는 복수의 FIFA 비회원국 국적을 가지고 있을 수 있습니다.
| 번호 | 포지션 | 국적 | 이름 |
| ---- | ------ | ---- | ---- |

| 번호 | 포지션 | 국적 | 이름 |
| ---- | ------ | ---- | ---- |

## 역대 감독
| 감독                   | 임기      |
| ---------------------- | --------- |
| 지쿠                   | 2008      |
| 루이스 펠리피 스콜라리 | 2009~2010 |
| 미로자롤 카시모프      | 2012~2013 |
| 이반 부발로            |           |